# Список найбільших оптичних телескопів
Список найбільших оптичних телескопів включає телескопи з діаметром об'єктива 3 метри або більше і сортується за апертурою.

## Таблиця телескопів
Цей список упорядковано за оптичною апертурою, яка історично була корисним показником граничної роздільної здатності, оптичної площі, фізичного розміру та вартості. Кілька дзеркальних телескопів, які знаходяться на одному монтуванні та можуть сформувати єдине комбіноване зображення, ранжуються за еквівалентною апертурою. Телескопи з фіксованою висотою (наприклад, HET) також класифікуються за еквівалентною діафрагмою. У список включені всі телескопи з ефективною апертурою не менше 3 метри, що працюють у видимому або близькому інфрачервоному діапазоні.
| Назва                                          | D, м | Країна / Спонсори                    | Місце                                                            | Перше світло |
| ---------------------------------------------- | ---- | ------------------------------------ | ---------------------------------------------------------------- | ------------ |
| Великий бінокулярний телескоп                  | 11.9 | США, Італія, Німеччина               | Маунт-Грем, Аризона, США                                         | 2004         |
| Великий телескоп Канарських островів           | 10.4 | Іспанія, Мексика, США                | Роке-де-лос-Мучачос, Канари, Іспанія                             | 2006         |
| Телескоп Хоббі—Еберлі                          | 10   | США, Німеччина                       | Мак-Доналд, Техас, США                                           | 1997         |
| Кек 1                                          | 10   | США                                  | Мауна-Кеа, Гаваї, США                                            | 1993         |
| Кек 2                                          | 10   | США                                  | Мауна-Кеа, Гаваї, США                                            | 1996         |
| Великий південноафриканський телескоп          | 9.2  | ,                                    | SAAO, ПАР                                                        | 2005         |
| Субару                                         | 8.2  | Японія                               | Мауна-Кеа, Гаваї, США                                            | 1999         |
| Дуже великий телескоп UT1 — Antu               | 8.2  | ESO, Чилі                            | Паранал, Чилі                                                    | 1998         |
| Дуже великий телескоп UT2 — Kueyen             | 8.2  | ESO, Чилі                            | Паранал, Чилі                                                    | 1999         |
| Дуже великий телескоп UT3 — Melipal            | 8.2  | ESO, Чилі                            | Паранал, Чилі                                                    | 2000         |
| Дуже великий телескоп UT4 — Yepun              | 8.2  | ESO, Чилі                            | Паранал, Чилі                                                    | 2001         |
| Джеміні North (Gillett)                        | 8.1  | ,                                    | Мауна-Кеа, Гаваї, США                                            | 1999         |
| Джеміні South                                  | 8.1  | ,                                    | Серро Пачон, Чилі                                                | 2001         |
| Джеймс Вебб                                    | 6.5  | NASA, ESA, CSA                       | Гало-орбіта навколо L2                                           | 2022         |
| MMT (current optics)                           | 6.5  | США                                  | Обсерваторія Віппла, Аризона, США                                | 2000         |
| Магеллан 1 (Вальтер Бааде)                     | 6.5  | США                                  | Лас-Кампанас, Чилі                                               | 2000         |
| Магеллан 2 (Лендон Клей)                       | 6.5  | США                                  | Лас-Кампанас, Чилі                                               | 2002         |
| БТА                                            | 6    | Росія                                | САО, Росія                                                       | 1975         |
| Великий зенітний телескоп                      | 6    | Канада, Франція, США                 | Мейпл-Ридж, Канада                                               | 2003-2016    |
| Телескоп Гейла                                 | 5.1  | США                                  | Паломар, Каліфорнія, США                                         | 1949         |
| LAMOST                                         | 4.9  | КНР                                  | Сінлун, КНР                                                      | 2008         |
| MMT (original optics)                          | 4.7  | США                                  | Обсерваторія Віппла, Аризона, США                                | 1979-1998    |
| Lowell Discovery Telescope                     | 4.3  | США                                  | Ловеллівська обсерваторія, Аризона, США                          | 2012         |
| Телескоп Вільяма Гершеля                       | 4.2  | Велика Британія, Нідерланди, Іспанія | Роке-де-лос-Мучачос, Канари, Іспанія                             | 1987         |
| Південний астрофізичний дослідницький телескоп | 4.1  | США, Бразилія                        | Серро Пачон, Чилі                                                | 2002         |
| VISTA                                          | 4.1  | ESO Countries, Чилі                  | Паранал, Чилі                                                    | 2009         |
| Телескоп імені Віктора Бланко                  | 4    | США                                  | Серро-Тололо, Чилі                                               | 1976         |
| Міжнародний рідкодзеркальний телескоп          | 4    | Бельгія, Канада, Індія, Польща       | Ар'ябхатта, Індія                                                | 2022         |
| Телескоп Ніколаса Мейолла                      | 4    | США                                  | Кітт-Пік, Аризона, США                                           | 1973         |
| Сонячний телескоп Деніела Іноуї                | 4    | США                                  | Халеакала, Гаваї, США                                            | 2019         |
| Англо-австралійський телескоп                  | 3.89 | Австралія, Велика Британія           | ААО, Австралія                                                   | 1974         |
| ІЧ телескоп сполученого королівства            | 3.8  | Велика Британія, США                 | Мауна-Кеа, Гаваї, США                                            | 1979         |
| Телескоп AEOS 3.67 м                           | 3.67 | США                                  | Обсерваторія ПС Мауї, Гаваї, США                                 | 1996         |
| Деваштальський телескоп 3.6 м                  | 3.6  | Індія                                | Ар'ябхатта, Індія                                                | 2016         |
| Національний телескоп Галілео                  | 3.58 | Італія                               | Роке-де-лос-Мучачос, Канари, Іспанія                             | 1997         |
| New Technology Telescope                       | 3.58 | ESO                                  | Ла-Сілья, Чилі                                                   | 1989         |
| Телескоп CFHT                                  | 3.58 | Канада, Франція, США                 | Мауна-Кеа, Гаваї, США                                            | 1979         |
| Телескоп ESO 3.6 м                             | 3.57 | ESO                                  | Ла-Сілья, Чилі                                                   | 1977         |
| MPI-CAHA 3.5 м                                 | 3.5  | Німеччина, Іспанія                   | Калар-Альто, Іспанія                                             | 1984         |
| USAF Starfire 3.5 м                            | 3.5  | США                                  | Starfire, Нью-Мексико, США                                       | 1994         |
| WIYN                                           | 3.5  | США                                  | Кітт-Пік, Аризона, США                                           | 1994         |
| Space Surveillance Telescope                   | 3.5  | США, Австралія                       | Вайт Сендс, Нью-Мексико, США → (2020) → Гарольд Гольт, Австралія | 2011         |
| ARC                                            | 3.48 | США                                  | Апачі-Пойнт, Нью-Мексико, США                                    | 1994         |
| INO340                                         | 3.4  | Іран                                 | Гаргаш, Ісфаган, Іран                                            | 2022         |
| Телескоп Дональда Шейна                        | 3.05 | США                                  | Лікська обсерваторія, Каліфорнія, США                            | 1959         |
| IRTF                                           | 3.0  | США                                  | Мауна-Кеа, Гаваї, США                                            | 1979         |
| NASA-LMT                                       | 3    | США                                  | NODO, Нью-Мексико, США                                           | 1995-2002    |

## Карта
Найбільна кількість великих телескопів сконцентрована в місцях з найкращим астрокліматом: пустеля Атакама в Чилі, високогірні пустелі на півдні США, гірські вершини Канарських і Гавайських островів.

## Ілюстрації
|                                                 |
| Графік збільшення розмірів телескопів за роками |

|                                                  |
| Порівняння розмірів деяких найбільших телескопів |

## Телескопи минулого
Ці телескопи були найбільшими у світі на момент їх будівництва за тим же критерієм апертури, що й вище.
| 2009–тепер                                                                   | Gran Telescopio Canarias | 10.4 | 74 | 36 × 1,9 м шестигранник М1 дзеркало | Сегментне дзеркало                                          | 2267     |
| 1993–2009 роки                                                               | Кек 1                    | 10   | 76 | 36 × 1,8 м шестигранник М1 дзеркало | Сегментне дзеркало, М1 f/1.75                               | 4145     |
| 1976–1993 роки                                                               | БТА-6                    | 6    | 26 | 605 cm f/4 дзеркало M1              | Двічі замінено дзеркало                                     | 2070 рік |
| 1948–1976 роки                                                               | Гейл                     | 5.1  | –  | 508 дзеркало М1 см f/3.3            | Купол арт-деко                                              | 1713 рік |
| 1917–1948 роки                                                               | Гукер                    | 2.54 | –  |                                     | Також використовується для першого оптичного інтерферометра | 1742 рік |
| Для попередніх записів див. Список найбільших оптичних телескопів за історію |                          |      |    |                                     |                                                             |          |

## Телескопи майбутнього

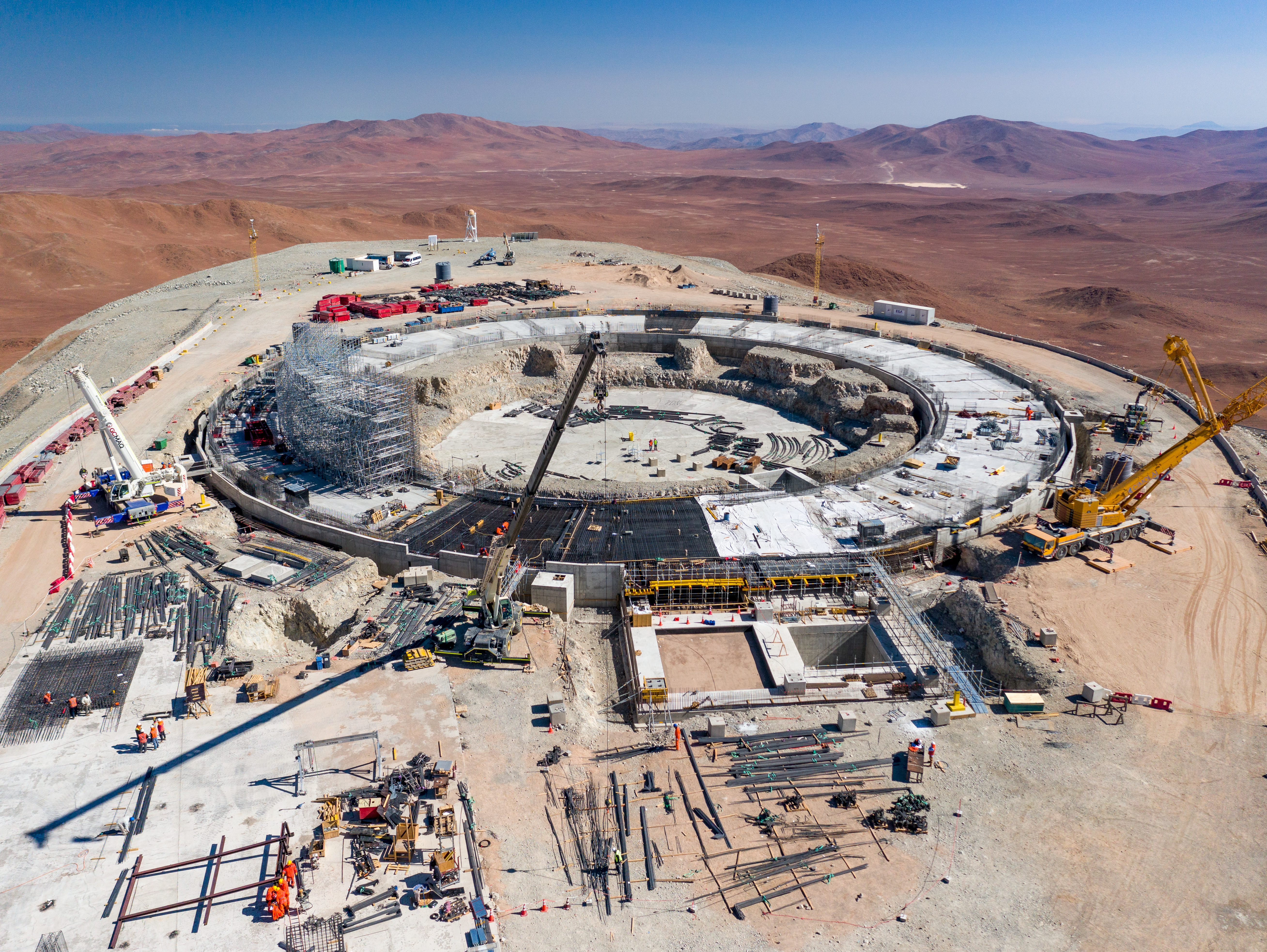
Надзвичайно великий телескоп будується в січні 2022 року

Ці телескопи зараз знаходяться на стадії будівництва та відповідатимуть критеріям включення до списку після завершення:
- Надзвичайно великий телескоп, Чилі — 39,3 м (1 550 дюйм). Перше світло заплановано на 2027 рік.[2]
- Тридцятиметровий телескоп, Гаваї, США — 30 м (1 200 дюйм). Будівництво почалося в 2014 році, але зупинилося в 2015 році; станом на  2022  він не відновився[3].
- Гігантський магелланів телескоп, Чилі — сім 8.4 м дзеркала на одному кріпленні. Це забезпечує ефективну діафрагму, еквівалентну дзеркалу 21,4 м, і роздільну здатність, еквівалентну дзеркалу 24,5 м. Перше світло заплановано на 2029 рік[4].
- Обсерваторія Віри С. Рубін, Чилі — 8,4 м. Перше світло заплановано на 2024 рік[5].
- Телескоп San Pedro Martir, Нижня Каліфорнія, Мексика — 6,5 м. Перше світло заплановано на 2023 рік[6].
- Інтерферометр обсерваторії Magdalena Ridge, Нью-Мексико, США — оптичний інтерферометр з десятьма 1,4 м (55 дюйм) телескопи. Потужність збору світла еквівалентна апертурі 4,4 м. Перший телескоп був встановлений у 2016 році; будівництво призупинено у 2019 році через недостатнє фінансування[7] і не відновлено.
- Національна обсерваторія Тімау, Індонезія — 3,8 м (150 дюйм). Перше світло заплановано на 2021 рік[8][9]